# ‘En Boqeq
‘En Boqeq (hebreiska: עין בוקק) är en ort i Israel.   Den ligger i distriktet Södra distriktet, i den sydöstra delen av landet. Antalet invånare är 1 400.
Terrängen runt ‘En Boqeq är kuperad västerut, men österut är den platt.  Närmaste större samhälle är ‘Arad, 15,7 km väster om ‘En Boqeq. 